# Cayo Cangrejo
Cayo Cangrejo o Crab Cay, es el nombre de una pequeña isla colombiana en el Parque nacional natural Old Providence McBean Lagoon del municipio de Providencia y Santa Catalina Islas, que pertenece al departamento colombiano de San Andrés y Providencia.

## Características

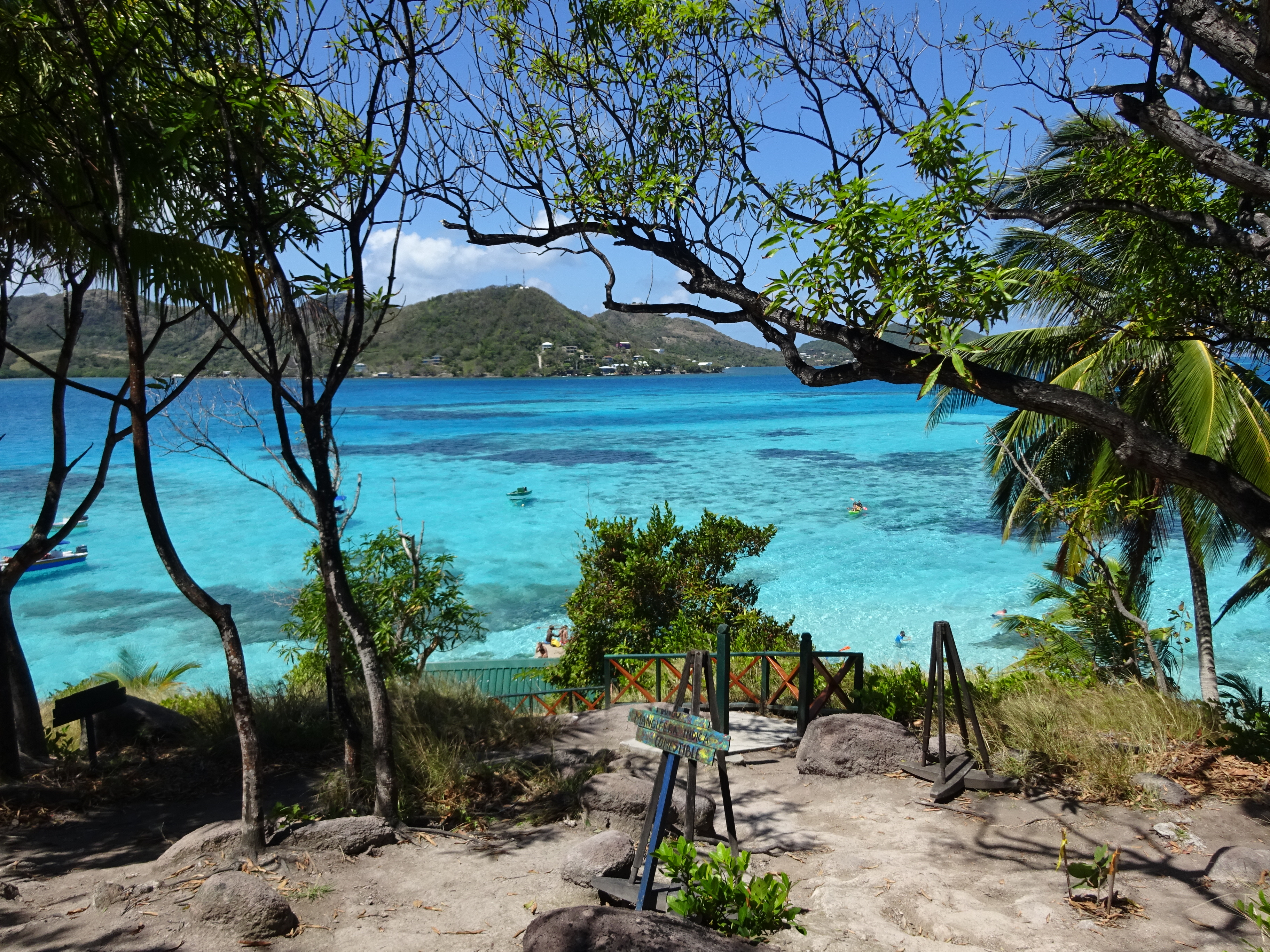
Interior de Cayo Cangrejo

El pequeño cayo tiene una superficie de 2 hectáreas (equivalentes a 0,02 km²). Posee una vegetación formada básicamente por palmeras y cocoteros, y está rodeada por aguas cristalinas que representan un atractivo turístico.
Su clima es cálido con temperaturas anuales promedio de 25 °C. La vegetación predominante es el icaco-cocoplum, cuyo fruto es aprovechado por la población local para elaborar dulces; además pueden observarse algunas palmas de coco y árboles de mango y la hierba Mckarty, o guinea. La vegetación de María  alrededor del cayo es variada, y cuenta con tres especies de algas y dos de pastos marinos.
La fauna está representada por los crustáceos como el cangrejo negro y el cangrejo anfibio, además de la presencia de algunos reptiles como el pennie lizard, el screeching lizard, el falso camaleón azul y el lagarto azul. El cayo se encuentra rodeado por algunos parches de coral donde puede observarse una gran diversidad de la fauna marina, como son las diferentes especies de corales duros, blandos y de peces de arrecife como loros, ballestas, cirujanos y roncos coliamarillos.